# Billy Jayne
Billy Jayne (* 10. April 1969 in Queens, New York City, New York), eigentlich William Jayne, ist ein US-amerikanischer Schauspieler. Bis zu seinem 17. Lebensjahr trat er unter dem Namen Billy Jacoby auf.

## Leben
Jayne hatte seine erste Filmrolle im Alter von drei Jahren. Er spielte in der Fernsehproduktion Damals im Sommer in Rückblenden den jüngeren Nick Salter, der ansonsten von seinem älteren Bruder Scott Jacoby dargestellt wurde. Da sein Bruder bereits als Schauspieler etabliert war (er erhielt für seine Rolle in diesem Film einen Emmy Award), erhielt Jayne den Künstlernamen Jacoby. Dies war dem Umstand geschuldet, dass die Brüder unterschiedliche Väter und damit einhergehend unterschiedliche Familiennamen hatten. Erst im Alter von 17 Jahren verwendete Jayne wieder seinen Geburtsnamen. Billy Jaynes jüngerer Bruder ist der Schauspieler Robert Jayne.
Jayne begann seine Karriere als Schauspieler Ende der 1970er Jahre. In der auf dem Spielfilm Die Bären sind los basierenden, 26-teiligen gleichnamigen Fernsehserie spielte er eines der Teammitglieder der Baseball-Mannschaft der Bären. Es folgten Gastauftritte in verschiedenen Serienformaten sowie Spielfilme, darunter die Stephen-King-Verfilmung Cujo. Zwischen 1985 und 1987 hatte er eine wiederkehrende Rolle in der Serie Silver Spoons mit Ricky Schroder in der Hauptrolle. 1990 erhielt er eine der Hauptrollen in der Serie Parker Lewis – Der Coole von der Schule, die er bis 1993 in 73 Episoden spielte. Jayne war mehrfach für den Young Artist Award nominiert und erhielt die Auszeichnung dreimal, erstmals 1985.
Ab Ende der 1990er Jahre wandte er sich der Arbeit hinter der Kamera zu und drehte Werbespots unter anderem für Dockers, Taco Bell und Jeep.

## Filmografie (Auswahl)
- 1972: Damals im Sommer (That Certain Summer, Fernsehfilm)
- 1977: Busting Loose (Fernsehserie, 1 Folge)
- 1978: Notruf California (Emergency!, Fernsehserie, 2 Folgen)
- 1979: Street Gangs – Kampf um Leben und Tod (Sunnyside)
- 1979–1980: Die Bären sind los (The Bad News Bears, Fernsehserie, 25 Folgen)
- 1980: Lou Grant (Fernsehserie, 1 Folge)
- 1980: Kampfstern Galactica (Galactica 1980, Fernsehserie, 1 Folge)
- 1980: Trapper John, M.D. (Fernsehserie, 1 Folge)
- 1980: Ein Engel auf meiner Schulter (Angel on My Shoulder, Fernsehfilm)
- 1980: Die Geister von Huxley Hall (The Ghosts of Buxley Hall, Fernsehfilm)
- 1981: Hart aber herzlich (Hart to Hart, Fernsehserie, Folge Der Zuckerbäcker)
- 1981: Nebenstraßen (Back Roads)
- 1981: Angst (Bloody Birthday)
- 1981: Mord in Texas (Murder in Texas, Fernsehfilm)
- 1981: X-Ray – Der erste Mord geschah am Valentinstag (Hospital Massacre)
- 1981–1982: Maggie (Fernsehserie, 8 Folgen)
- 1982: Die Hexe – The Witch (Superstition)
- 1982: Beastmaster – Der Befreier (The Beastmaster)
- 1982–1983: It’s Not Easy (Fernsehserie, 11 Folgen)
- 1983: Benson (Fernsehserie, 1 Folge)
- 1983: Herzen in Aufruhr (Man, Woman and Child)
- 1983: Cujo
- 1983: Alpträume (Nightmares)
- 1983, 1986: Das A-Team (The A-Team, Fernsehserie, 2 Folgen)
- 1984: Jung und rücksichtslos (Reckless)
- 1984: Ein Engel auf Erden (Highway to Heaven, Fernsehserie, 1 Folge)
- 1985: Als Junge ist sie spitze (Just One of the Guys)
- 1985: Golden Girls (The Golden Girls, Fernsehserie, Folge Die Großmutter-Brigade)
- 1985–1987: Silver Spoons (Fernsehserie, 18 Folgen)
- 1987: Full House (Rags to Riches, Fernsehserie, 1 Folge)
- 1987: 21 Jump Street – Tatort Klassenzimmer (21 Jump Street, Fernsehserie, 1 Folge)
- 1987: Party Camp
- 1989: Dr. Alien
- 1989: The Young Riders (Fernsehserie, 1 Folge)
- 1990–1993: Parker Lewis – Der Coole von der Schule (Parker Lewis Can’t Lose, Fernsehserie, 73 Folgen)
- 1995: Renegade – Gnadenlose Jagd (Renegade, Fernsehserie, 1 Folge)
- 1995: Spring Fling – Frühling in Watercrest (Spring Fling!, Fernsehfilm)
- 1995: Murder One (Fernsehserie, 1 Folge)
- 1996: Walker, Texas Ranger (Fernsehserie, 1 Folge)
- 1996: Jenseits des Schweigens (Breaking Through, Fernsehfilm)
- 1999: Charmed – Zauberhafte Hexen (Charmed, Fernsehserie, 1 Folge)
- 1999: Road Kill
- 2000: Second Chance – Alles wird gut (The Crew)
- 2009: Cold Case – Kein Opfer ist je vergessen (Cold Case, Fernsehserie, 1 Folge)
- 2010: Taras Welten (United States of Tara, Fernsehserie, 1 Folge)
- 2023: Run Baby Rome (Kurzfilm)

## Auszeichnungen
- 1984: Young-Artist-Award-Nominierung für It’s Not Easy
- 1985: Young Artist Award für It’s Not Easy
- 1986: Young-Artist-Award-Nominierung für Als Junge ist sie spitze
- 1987: Young Artist Award für Golden Girls
- 1988: Young Artist Award für 21 Jump Street